# Julien Trarieux
Julien Trarieux (Niza, 19 de agosto de 1992) es un ciclista profesional francés. Desde 2023 corre para el equipo chino China Glory-Mentech Continental Cycling Team de categoría Continental. Destacó en MTB proclamándose campeón de Francia en categoría sub-23 en esta disciplina.

## Palmarés
2023
- Tour de Huangshan, más 1 etapa

2024
- Tour de Alanya

## Equipos
- Delko[1] (2018-2021)
  - Delko Marseille Provence KTM (2018)
  - Delko Marseille Provence (2019)
  - NIPPO DELKO One Provence (2020)
  - Team Delko (2021)
- China Glory Continental Cycling Team (2023-)
  - China Glory Continental Cycling Team (2023)
  - China Glory-Mentech Continental Cycling Team (2024-)